# انتونی گریفین (بازیکن فوتبال)
انتونی گریفین (انگلیسی: Anthony Griffin؛ زادهٔ ۲۲ مارس ۱۹۷۹) بازیکن فوتبال اهل بریتانیا است.
از باشگاه‌هایی که در آن بازی کرده‌است می‌توان به باشگاه فوتبال نیو میلتون تاون، باشگاه فوتبال چلتنهام تاون، و باشگاه فوتبال ای‌اف‌سی بورنموث اشاره کرد.